# All Star Pro-Wrestling III
All Star Pro-Wrestling III (オールスター・プロレスリングIII?) es una videojuego de lucha libre profesional exclusivo para Japón desarrollado y distribuido por Square Enix el 7 de agosto de 2003 para la PlayStation 2. Este es el sucesor de All Star Pro-Wrestling II de la serie All Star Pro-Wrestling.